# Coupe d'Italie de football 1985-1986
Navigation
Coupe d'Italie 1984-1985 Coupe d'Italie 1986-1987
La Coupe d'Italie de football 1985-1986, est la 39e édition de la Coupe d'Italie.
Au premier tour les quarante-huit participants sont répartis dans huit groupes dont les deux premiers se qualifient pour les huitièmes de finale. La finale se joue sur deux matches.

## Résultats

### Quarts de finale
Les matchs des quarts de finale se déroulent le 7 et le 21 mai 1986. En cas d'égalité la règle des buts marqués à l'extérieur est appliquée.
| Équipe        | Aller | Total | Retour | Équipe      |
| ------------- | ----- | ----- | ------ | ----------- |
| AS Roma       | 2 - 0 | 3 - 2 | 1 - 2  | Inter Milan |
| Empoli        | 3 - 2 | 3 - 5 | 0 - 3  | Fiorentina  |
| Sampdoria     | 2 - 0 | 6 - 3 | 4 - 3  | Torino      |
| Hellas Vérone | 2 - 1 | 3 - 4 | 1 - 3  | Côme        |

### Demi-finales
Les matchs des demi-finales se déroulent le 28 mai et le 4 juin 1986.
| Équipe    | Aller | Total | Retour | Équipe     |
| --------- | ----- | ----- | ------ | ---------- |
| Sampdoria | 1 - 1 | 3 - 1 | 2 - 0  | Côme       |
| AS Roma   | 2 - 0 | 3 - 1 | 1 - 1  | Fiorentina |

### Finale
| Finale aller | Sampdoria | 2 - 1   | AS Roma | Stade Luigi-Ferraris, Gênes |                           |
| 7 juin 1986  |           | (1 - 1) |         | Arbitrage : Paolo Casarin   | Arbitrage : Paolo Casarin |

---
| Finale retour | AS Roma | 2 - 0   | Sampdoria | stade olympique, Rome     |                           |
| 14 juin 1986  |         | (1 - 0) |           | Arbitrage : Tullio Lanese | Arbitrage : Tullio Lanese |

La AS Roma remporte sa sixième coupe d'Italie.